# Ziziphus yucatanensis
Ziziphus yucatanensis är en brakvedsväxtart som beskrevs av Paul Carpenter Standley. Ziziphus yucatanensis ingår i släktet Ziziphus och familjen brakvedsväxter. Inga underarter finns listade i Catalogue of Life.